# Ледени ратници
Ледени ратници (енгл. Ice Warriors) су измишљена ванземаљска раса рептилских хуманоида у дуготрајној британској научнофантастичној телевизијској серији Доктор Ху. Осмислио их је Брајан Хејлс, а први пут су се појавили у серијалу Ледени ратници из 1967. где су наишли на Другог Доктора и његове сапутнике Џејмија и Викторију. У Доктору Хуу, Ледени ратници су настали на Марсу који је у оквиру наратива серије свет који умире. Њихова рана појава описују Ледене ратнике како покушавају да освоје Земљу и побегну са своје планете још у леденом добу Земље. Замрзнуту групу открива научна екипа за Земљу, а један од њих, Волтерс, их назива „Ледени ратници” у њиховом првом појављивању. Упркос томе што ово није име њихове врсте, Ледени господар касније своје војнике назива Леденим ратницима у серијалу Чудовиште из Пеладона из 1974. године. Слично томе, постоји краткотрајно спомињање њих самих као таквих у Проклетству Пеладона. Иако су се првобитно појављивали као негативци, каснија појављивања су приказивала Ледене ратнике који су избегавали насиље и чак се удружили са Доктором. Такође су представљени у флешбековима и кратким појављивањима, поред тога што су се често појављивали у спиноф медијима као што су романи и аудио-издања.
Планирани су серијали за 1986. и 1990. који је требало да приказују Ледене ратнике: Задатак на Магнусу са Шестим Доктором и зликовцем Силом и Ледено време са Седмим Доктором. У оба случаја, серија је стављена на паузу, а поменути серијали укинути; међутим, издаваштво Target је објавило роман Мисија на Магнус, док га је Big Finish адаптирао у форми аудио-драме, као и Ледено доба које је преименовано у Танак лед у аудио облику.
Ледени ратници су се вратили у оживљеној серији у епизоди седмог серијала „Хладни рат” (2013) и епизоди десетог серијала „Царица Марса” (2017).

## Креација
Четврта сезона Доктора Хуа је завршена Злом Далека, серијалом која је намеравао да повуче Далеке из серије. Њихов творац Тери Нејшн намеравао је да произведе огранак у Америци. Канцеларија за продукцију је желела да пронађе нова чудовишта која се понављају која ће се користити уместо пензионисаних Далека и поред популарних Киберљуди. Брајану Хејлсу су се обратили да створи одговарајуће чудовиште које би се могло користити као нови понављајући антагониста за Доктора. Он је црпео подстрек из новинских извештаја о беби мамуту пронађеном 1900. у сибирском леду и из свог занимања за Марс како би створио своје чудовиште. Џејмс Чепмен је указивао да је редитељ Дерек Мартинус црпео подстрек из филма Кристијана Најбија Ствар из другог света у реализацији Хејлсових сценарија, посебно концепта ванземаљца замрзнутог у леду у близини изоловане научне базе.
Хејлс је замишљао Ледене ратнике као кибернетичка створења, али дизајнер Мартин Бо, плашећи се поређења са етаблираним Киберљудима, уместо тога је израдио костиме са нејасним рептилским цртама. Након свог првог појављивања у Леденим ратницима 1967. године, били су успешни и враћени су 1969. у још једном серијалу. Питер Брајант, продуцент Доктора Хуа из 1969. године, такође је сматрао да би друго појављивање могло боље да оправда скупе костиме Ледених ратника употребљене у њиховом дебитантском серијалу.

## Физичке особине
Мартин Бо је био костимограф за Ледене ратнике и био је одговоран за одлуку да Ледени ратници буду рептилски хуманоиди. Као костимограф, Бо је више волео да ради са новим материјалима, а Пирс Ди Бритон и Грејем Слејт су приметили да је, у изради изгледа чудовишта, Бо направио оклоп од фибергласа. Сли даље коментарише да грађа овог оклопа одражава крокодилску кожу, што указује њихову рептилску природу.
Глумци попут Бернарда Бресла (који је тумачио Леденог ратника Варгу у свом првом појављивању) користили су шиштави шапат како би демонстрирали рептилске квалитете чудовишта, као и да укажу да је атмосфера Марса другачије састављена од Земљине. Верује се да је шиштави глас развио Бресло. Ледени ратници такође имају звучно оружје уграђено у зглобове. Семе смрти представља касту официра која се често назива Господарима леда. Они су мање оклопљени од својих колега војника и немају уграђено звучно оружје. Заједничке и Леденим ратницима и Леденим господарима су рукавице налик канџама.
За повратак ликова у „Хладном рату“ из 2013. године, ово су постале рукавице са три прста, сличне другим ванземаљцима из Доктора Хуа Сонтаранцима.
Нил Гортон је одлучио да створења изгледају „боље и јаче“, поново израђујући оклоп Леденог ратника тако да личи на оплату. Коришћена је уретанска гума која је савитљивија и удобнија од фибергласа. Марк Гетис каже да је наваљивао на томе да остане веран изворној изради Ледених ратника за њихов повратак.
„Хладни рат“ такође приказује Леденог ратника који скида свој оклоп по први пут у оквиру серије, нешто за шта Доктор каже да је највећа срамота за Леденог ратника. Епизода не приказује потпуно необевеног Леденог ратника. Међутим, укључује снимке руку са канџама у сценама које су неки рецензенти упоредили са Осмим путником, поред откривања лица Леденог ратника током врхунца епизоде. „Хладни рат“ такође открива да је оклоп Леденог ратника био-механичка шкољка намењена заштити Леденог ратника од хладноће. Као хладнокрвна врста подложни су температурним колебањима. Шкољка се може контролисати даљински помоћу звучне технологије.

## Историја
Ледени ратници су се први пут појавили у причи Ледени ратници из 1967. године, смештеној током будућег леденог доба 3000. године. Научна екипа послата да заустави напредовање глечера открива свемирски брод закопан испод леда где је лежао хиљадама година заједно са својом посадом Ледених ратника. Марсовци су оживљени и покушали да преузму научну базу, али их Други Доктор (Патрик Траутон) побеђује и њихов брод уништава док покушава да полети.
Вратили су се у серијалу Семе смрти из 1969. чија се радња одвија средином 21. века. У овој причи, свет је постао зависан од система за пренос материје Т-Мат који ударна снага Ледених ратника намерава да искористи за освајање Земље. пошто су запленили Т-Мат релеј на Месецу, користе га да пошаљу семе које је намењено да смање кисеоник у атмосфери, што подсећа на атмосферу Марса и чини Земљу гостољубивом за живот на Марсу. Овај план осујетили су Други Доктор и његови сапутници Џејми (Фрејзер Хајнс) и Зои (Венди Педбури), а Марсовска флота је послата у орбиту око Сунца.
Када су се Ледени ратници вратили 1972. године у Проклетству Пеладона, продукцијска екипа је одлучила да подржи очекивања публике, приказујући их као савезнике Трећег Доктора (Џон Пертви), а не као негативце. Серијал приказује Ледене ратнике који су се одрекли насиља и постали чланови Галактичког савеза у који су, поред Марса, укључени и Земља, Алфа Кентаури и Арктур. Били су послати као чланови изасланства да преговарају да се планета Пеладон придружи Савезу, а Трећи Доктор их сусреће пошто су он и његова сапутница Џо Грант (Кети Менинг) грешком помешани са делегатима са Земље. Доктор у почетку сумња да Ледени ратници стоје иза покушаја саботаже поступка. Међутим, прихвата да су се Ледени ратници променили када су му спасили живот. Уз помоћ Ледених ратника, Доктор открива заверу првосвештеника Хепеша (Џефри Тун) и изасланства са Арктура, света који је стари непријатељ Марса, сваки са својим мотивима да спречи пријем Пеладона у Савез.
Наставак Чудовиште из Пеладона емитован је 1974. године и смештен је 50 година након догађаја серијала Проклетство Пеладона. Овде су Ледени ратници приказани како служе као мировне чете Савеза. Ледени господар Азаксир, међутим, вођа ове снаге, радио је са Галаксијом 5 која је била у рату са Савезом. Тражећи повратак у ратничку прошлост рода, покушао је да уведе ванредно стање и преузме Пеладон, али су га зауставили Пеладонци којима је помогао Трећи Доктор.
Као популарна чудовишта која се понављају, Ледени ратници су се појављивали у бљесковима из шрошлости и спомињани су кроз историју серије. Током суђења током Ратних игара, Други Доктор наводи Ледене ратнике као претњу међу многим претњама од којих је бранио универзум. Током серијала Трећег Доктора Ум зла када је Келер приморан да се суочи са својим страховима, он види слике својих прошлих непријатеља, међу којима су били и Ледени ратници. Новорегенерисани Пети Доктор (Питер Дејвисон), у тренутку почетне нестабилности, помиње Ледене ратнике и бригадира у серијалу Кастровалва из 1981. Ово је виђено као можда алудирање на невиђену пустоловину. Када се суочио са ванземаљском разумном водом у епизоди „Воде Марса“ из 2009. године, Десети Доктор (Дејвид Тенант) теоретише да су је Ледени ратници замрзнули у подземном глечеру како би спречили његово бекство, испитујући вирус на Древном северном марсу док реагује на своје речи, називајући их „финим и племенитим родом који је изградио царство од снега“.
Епизода „Хладни рат“ из 2013. је прва која приказује Ледене ратнике у оживљеној серији и приказује Једанаестог Доктора (Мет Смит) који се сусреће са великим маршалом Скалдаком, легендарним ратником који је био заробљен у леду 5000 година, на потопљеној Совјетској подморници. То је такође прва телевизијска прича која приказује леденог ратника без оклопа. Пошто је Скалдак побегао са леда, посада успева да га покори, што је по Марсовском закону, како верује, објава рата човечанства. Пошто није успео да комуницира са својом флотом ради спасавања или појачања, Скалдак оставља свој оклоп и цепа чланове посаде како би форензички проучавао слабости људске анатомије. Један члан посаде, Степашин (Тобијас Мензис), открива Скалдаку да је подморница наоружана нуклеарним пројектилима које би могле да униште планету. По повратку у свој оклоп, Скалдак се припрема да испали пројектиле. Међутим, он попушта и спасава га свемирски брод Ледених ратника који извлачи подморницу кроз лед на површину. Пре него што је свемирски брод отишао, Скалдак је зауставио бојеве главе.
Ледени ратници се поново појављују заједно са Дванаестим Доктором у епизоди „Царица Марса“ из 2017. године у којој се појављује прва Ледена ратница. Иако су Ледене ратнице помињане раније, ово означава њихово прво појављивање на екрану. У епизоди, посада војника из викторијанске ере помаже Леденом ратнику коме су дали надимак Фрејдеј да се врати кући пошто је његов срушени брод спашен и он се пробудио из вештачке коме и открио да је планета мртва. Фрајдеј буди Ледену краљицу Ираксу која жели да побије људе. Упркос побуни једног од војника, прави командант задатка пуковник Годсакр преговара о његовој смрти све док она није поштедела остале његове људе и Земљу. Иракса је била задивљена његовом храброшћу и понудила му је прилику да се придружи њиховим редовима. Иракса буди неколико успаваних Ледених ратника, а Доктор позива Алфа Кентаур из Галактичке савеза да покупи преостале Ледене ратнике, схватајући да је ово почетак златног доба Ледених ратника.

## Друга појављивања

### Проза
"Мета" је 1990. године објавила роман Задатак на Магнусу који је написао Филип Мартин. Ово је засновано на серијалу намењеном за 23. сезону ,али је укинут пошто је серија стављена на 18-месечну паузу у марту 1985. У роману се Ледени ратници удружују са зликовцем Силом и суочавају се са Шестим Доктором и Пери. Они намеравају да удаље планету Магнус Епсилон од Сунца, пребацујући је у вечну зиму и претварајући је у своју нову матичну планету. Пошто су Ледени ратници напустили Сила као непотребног за завршетак својих планова, он нуди помоћ Доктору и Пери да их победе. Ледени ратници су на крају уништени када се Магнус Епсилон врати у првобитну орбиту.
Након укидања Доктора Хуа 1989. године, издаваштво "Невиност" је обезбедило дозволу за објављивање изворне Доктор Ху приче која наставља пустоловине Седмог Доктора. Ледени ратници се неколико пута појављују у Новим невиним пустоловинама. Роман Прелаз Бена Ароновича из 1992. смештен је након рата између човечанства и Ледених ратника названог „Хиљадудневни рат“ и приказује ратног ветерана, Старог Сема, који чини гест мира на крају романа. Роман Крега Хинтона из 1996. Божји мотор наставља ово и приказује људе и Ледене ратнике који улазе у нову еру сарадње након пораза фракције удружене са Далецима који су недавно напали Земљу. Овај роман такође истражује утицај Озиријанаца на марсовску културу. Насловни Божји мотор је посебно приказан као творевина Ледених ратника који користе Озиријанску технологију, а Далеци намеравају да замене Земљино магнетно језгро Божјим мотором пошто га фракција Ледених Ратника заврши.
Наслеђе Герија Расела објављено 1994. године, наставак је прича о Пеладону. Оно приказује Доктора и Ледене ратнике које је послао Галактички савез да пронађу убицу који се крије у гомили пеладонске церемоније. Роман приказује напет однос између Доктора и Ледених ратника. Он остаје сумњичав према њиховим побудама, а Ледени господар Савар је раздражен овом сумњом. Пошто је Доктор умешан у убиство, Савар тражи да лично погуби Доктора како би се осветио за претходне поразе Ледених ратника. Њих двоје успевају да се помире и раде заједно да победе правог убицу. Савар је био међу групом Ледених ратника који су касније присуствовали венчању Бернис Самерфилд у роману Пола Корнела Срећни завршеци.
Дани умирања приказују Осмог Доктора који спречава најезду Ледених ратника 1997. године, уз помоћ бригадира и Бернис Самерфилд. Роман открива да је, након задатка са пробом Марса приказаном у серијалу Посланици смрти из 1970. године, Земља ненамерно ступила у непријатељски спој са Леденим ратницима, што су заташкале британске обавештајне службе. Лорд Грејхевен, министар задужен за задатке проба на Марс, био је у контакту са Леденим ратницима и помогао је у њиховом преузимању Уједињеног Краљевства. Ледени ратници су убили Грејхевена пошто су поново размислили о својим поступцима и збрисали клан Ледених ратника Аргире. Покушај најезде је на крају угушен од стране војске.
Роман ББЦ-а из Пустоловина Осмог Доктора Последњи ресор садржи бројне сукобе алтернативног временског тока у којима су Марсовски род или поробили или све истребили људи осим одабране људске елите како би спречили своје поробљавање. У овим стварностима, живот на Марсу је почео због бактерија из распадајућих лешева милиона временских дупликата тинејџера који путује кроз време по имену Џек Ковачки који је стигао из милиона паралелних временских токова на ненасељиву површину Марса и умро, мењајући атмосферу Марса и еволуирао. Уз временски ток који се квари због временских сложености постојања Марсоваца, Доктор спречава постојање ових Марсоваца враћајући се у прошлост и враћајући бебу Џека Ковачског у прошлост да би био одгајан негде где никада не може да изгради свој времеплов.
Роман Сам страх из Прошлих Докторових пустоловина (који се одвија убрзо пошто су људи колонизовали Марс) помиње да су домороци Марсовци (никада нису јасно названи Ледени ратници) били присиљени на сиромаштво и бескућништво од стране људи, осим неколико који су прибегли тероризму да поврате своје Планета.
Године 2011. у оквиру асортимана Нов низ пустоловина, објављен је роман под називом Тиха звезда падалица. Написао га је Ден Абнет и приказује Једанаестог Доктора, заједно са пратиоцима Ејми Понд и Роријем Вилијамсом. Посада ТАРДИС-а случајно се нашла на планети сличној Земљи током зиме, негде у будућности. Тамо долазе у контакт са Леденим ратницима који траже нови дом за себе јер су и Земља и Марс тренутно ненастањиви, али сложености настају када је откривено да је ова планета предмет пројекта тераформирања Земље.

### Аудио драме
У аудио драми "Big Finish"-а Црвена зора, НАСА-ин први задатак посаде на Марс сусреће се са малом групом преживелих Ледених ратника који су стављени у вештачку кому да бране гробницу Издала, највећег ратника Марсовске расе. Према овој причи, претходне сонде за Марс без посаде донеле су парчиће ванземаљске технологије и ДНК, а научници су отишли толико далеко да су створили хибридне двојнике човека и Марса. Ова прича, смештена у 21. век, изгледа као да приказује први потпуни контакт између људи и Ледених ратника. Ово је тешко помирити са Данима створа и може подржати идеју да се романи и аудио записи дешавају у одвојеним паралелним универзумима.
Друга аудио драма Смрзнуто време приказује како Седми Доктор и људска експедиција откривају групу Ледених ратника замрзнутих на Антарктику. Откривено је да су то злочинци који су намерно затворени тамо за казну. Такође, Пеладонова невеста је видела Петог Доктора, Пери и Еримем како сусрећу Леденог ратника на Пеладону, Леденог ратника који истражује недавну смрт своје сестре на Пеладону што је кулминирало тиме што је жртвовао свој живот да би ухватио Осирана одговорног за смрт своје сестре.
Ледени ратници су се појавили у аудио запису Бернис Самерфилд Плес мртвих, а нови вртлар у збирци Бракиател је Ледени ратник по имену Хас.
Пети Доктор се поново сусреће са Леденим ратницима у аудио драми Пресуда Искару. Ово им служи као нека врста приче о пореклу. Доктор слеће на Марс, тражећи део Кључа времена. У овом тренутку, Марсовци су мирна заједничка заједница која чак ни не зна значење речи „ратник“. Али, када је сегмент одузет, атмосфера Марса полако је еродирала. Они постају очајни чистачи и, на крају, Ледени ратници.
У Дејмосу / Васкрсењу Марса из 2010. објашњено је да су многи Ледени ратници отишли у криогену кому пошто је Марс постао негостољубив. Неки од ових сводова били су на марсовском месецу Дејмосу, а други у појасу астероида. Вековима касније, неки од ових Ледених ратника су оживели и на крају открили нови свет. Планета је била прелепа, цивилизована утопија звана Халкион. Ледени ратници су побили свих двадесет милијарди становника и преименовали га у Нови Марс. Докторов стари непријатељ Монах покушава да пробуди Марсовце вековима унапред како би могли поново да колонизују Марс по цену људских колониста на планети у овом тренутку, тврдећи Доктору да ће то касније спасити становнике Халкиона. Доктор спречава овај план за очување историје, али Монах користи ову шему да обмане Докторову тадашњу сапутницу Тамзин да му се придружи (не откривајући јој да је он био разлог зашто су се Ледени ратници уопште пробудили).
У Господарима Црвене планете, Други Доктор се сусреће са Леденим ратницима у раној тачки њихове историје. Ово, заједно са Пресудом Искару, служи као прича о пореклу за Ледене ратнике, при чему Лордови у суштини описују њихово генетско порекло, док Пресуда приказује њихов културни раст. Ова прича је из непроизведеног сценарија последње сезоне Патрика Траутона у улози Доктора коју је остварио "Big Finish". У овој варијанти свог порекла, Ледени ратници су били производи генетског инжењеринга од стране првобитних становника Марса да би деловали као безбедносна снага, повећавајући род створења налик корњачама да служе Марсовцима који више подсећају на гуштере, али истраживачки пројекат који је створио Ледене ратнике преузео је психопата који је настојао да створи сопствену базу моћи. Вођени Докторовим примером, његови Ледени ратници су уништени кроз жртву раног Леденог господара и прототипа Леденог ратника, а само неколико примера врсте је остало у животу, остављајући отворено питање да ли ће Ледени ратници приказани овде постати Ледени ратници културе која је виђена у серији или ће њене творевине 'изумрети', а познате врсте ће се касније природно развити од створења сличних корњачама.
У Доктор Ху: Пустоловине Десетог Доктора Хладна освета - Други том, Десети Доктор и Роуз Тајлер слећу на астероид који се користи као једна од неколико складишта замрзивача за планету испод, али откривају да је створен од леда извађеног са друге планете у овом систему, друга планета је претходно била колонија ледених ратника пре него што су људи уништили већину њеног становништва и приморали преживеле да се смрзну и сакрију. Када је током напада на астероид искључен састав расхладне течности, група Ледених ратника скривена у леду довољно се одмрзне да побегне, покушавајући да сруши астероид и још један свемирски брод на планету испод у знак освете за претходно опхођење према њима, али Доктор успева да уништи и астероид и брод пре него што су се срушили. Последњи Ледени Господар сазнаје да неки од његових људи преживљавају у колонији испод, живећи у гетима људског града, али покушава да уништи Доктора помоћу састава за самоуништење свог одела уместо да прихвати да је његова освета била узалуд.

### Стрипови
У стрипу Доктор Ху објављеном у Радио времену 1996. године, Ледени ратник по имену Сард постао је пратилац Осмог Доктора заједно са човеком Стејсијем Таунсенд. Сардова уводна трака се бавила „средњовековним“ раздобљем историје Марса. Стејси и Сард су се поново појавили у роману ББЦ Књизи Плацебо ефекат Герија Расела где су се њих двојица венчали. У месечним стриповима Доктора Хуа, Ледени ратник по имену Харма је део Далечке убиствене чете Звездани тигрови Абслома Дака. Још једна резервна трака Недељника Доктора Смртоносни свет (#15 и #16) приказала је сукоб између Ледених ратника и Киберљуди. У причи 4-величински видик (Месечник Доктор Ху #78-83), Пети Доктор и његов нови пратилац Гас Гудмен открива Ледене ратнике у арктичкој бази у савезу са Монахом умешачем и планирају да искористе огромни кристал за стварање звучни топ. Седми Доктор се суочио са Леденим ратницима у стрипу Хладан дан у паклу са Фробишером као сапутником. Стрип је штампан у Месечнику Доктор Ху (130-133).